# Gornji Zbilj
Gornji Zbilj is een plaats in de gemeente Desinić in de Kroatische provincie Krapina-Zagorje. De plaats telt 56 inwoners (2001).